# Handweberei „Henni Jaensch-Zeymer“

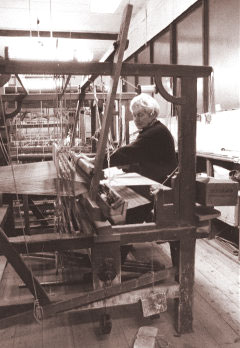
Henni Jaensch-Zeymer im Websaal der Handweberei Geltow (1980)

Die Handweberei „Henni Jaensch-Zeymer“ in Geltow ist die größte existierende Handweberei Deutschlands und ist ein aktives Webereimuseum. Hier stehen 16 Handwebstühle verschiedener Größe, die noch funktionsfähig und einsatzbereit sind.

## Museum
Das Museum wurde 1992 von der Handwebermeisterin Ulla Schünemann gegründet. Der Zusatz aktiv bedeutet, dass in den Räumen des Webhofs an den originalen Handwebstühlen vorgewebt wird. Aufgrund der 70-jährigen Unternehmensgeschichte und der dabei gewonnenen Erfahrung kann bei der großen Anzahl von Webstühlen vielseitig gearbeitet werden.
Besondere Bedeutung hat diese Handweberei durch Verarbeitung von Leinen. Vorgeführt wird das Weben in traditioneller Technik. Die Verarbeitung von der Faser zum Faden im Spinnvorgang für verschiedene Naturfaserarten, wie Wolle, Leinen und Seide, wird ebenfalls vorgeführt. Die Geschichte der Handweberei Geltow wird im Buch des Hauses vorgestellt. Im Zusammenhang mit dem Geltower Umfeld ist das Museum ausgeübte Wirtschaftsgeschichte.

## Henni Jaensch-Zeymer
Henni Jaensch (1904–1998) hatte mit dem Kriegsende 1918 ihre Schule beendet und widmete sich in den Inflationsjahren einer künstlerischen Ausbildung an verschiedenen Zeichenschulen. Die künstlerische Handweberei lernte sie in der Rhön kennen. 1926 fand sie in der Künstlerkolonie Gildenhall Anschluss an die Gemeinschaft von Kunsthandwerkern und Zugang zu neuen Ideen. Bei der Lehrmeisterin Else Mögelin entwickelte sie ihren eigenen Stil, beeinflusst vom zeitgenössischen Bauhausgedanken. „Die Kunst des Weglassens“ wurde ab sofort ihr künstlerischer Leitsatz. Nach der Auflösung der Künstlerkolonie zog sie nach Rangsdorf. Der Platz hier reichte bald nicht mehr aus: „Erfolgreiche Messeteilnahmen wie in Leipzig bescherten ihr volle Auftragsbücher“. Um der steigenden Nachfrage zu genügen, benötigte sie eine neue größere Wirkungsstätte. Die benötigten Räume fand sie unweit von Rangsdorf in Geltow.
1932 richtete sie ihren Webhof in dem seit dem Höhepunkt der Inflation im Jahr 1923 leerstehenden Gasthof von Geltow ein. Die Bühne des Festsaals wurde zur Wohnung umgebaut und der Festsaal diente als Werkstatt. In verschiedenen Regionen Deutschlands suchte sie sich Webstühle aus Sachsen, Süddeutschland und aus Schlesien. Insgesamt beschaffte sie zehn Webstühle, die 150–200 Jahre alt waren. Der ehemalige Schankraum des Gasthofs ist Ausstellungsraum und wird als Konzertsaal genutzt.
Im Dorf Geltow wurde Zeymer anfangs als die „Spinnerin“ angesehen, aber die hochwertigen Produkte brachten ihr wirtschaftlichen Erfolg und Verständnis bei den Geltowern. Der alte Tanzsaal des Gasthofs wurde zur Werkstatt in der noch im „Websaal“ an den Handwebstühlen gearbeitet wird, wofür der Name „Aktives Museum“ steht.

## Wirtschaftliche Umbrüche

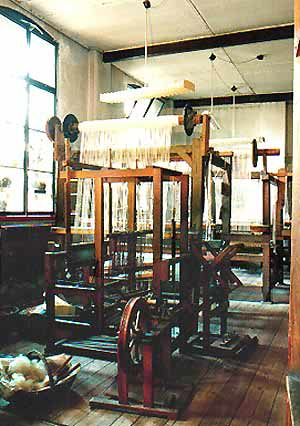
Der Web-Saal des Handwebereimuseums

Für die Gründung ihres Webhofes gelang es Henni Jaensch-Zeymer sich Produktionsmittel aus Betrieben verschiedener Teile Deutschlands zu beschaffen. Deren Stilllegungen waren Folge der Weltwirtschaftskrise von 1929.
Ihren künstlerischen Anspruch konnte sie in der eigenen Werkstatt umsetzen. Aber die Kriegswirtschaft im Zweiten Weltkrieg erschwerte die Materialbeschaffung. Jetzt war der Bedarf eher auf Nutzartikel gerichtet. Entsprechend wurde die Produktion an mehreren Handwebstühlen auf Gebrauchsstoffe umgestellt. In der unmittelbaren Nachkriegszeit war die Weberei für die Herstellung von Bekleidung und Ausrüstungsartikeln wichtig. Aber bereits 1949 wird Jaensch mit ihrer Weberei als „Kunstschaffende des Handwerks“ anerkannt, was einige günstige Bedingungen schaffte.
Im Zeitraum der DDR-Volkswirtschaft konnte sich die Weberei der Planwirtschaft entziehen. Zwar war die Beschäftigtenzahl festgeschrieben, aber Ausstellungen in Osteuropa sicherten die „künstlerische Produktion“ in Bauhaus-Tradition. Als Mitglied im „Verband der bildenden Künstler“ bleibt ihr Privatbetrieb von der VEB-Bildung im Jahr 1970 verschont. Begünstigend war die Auftragsproduktion für die im benachbarten Babelsberg ansässige DEFA-Filmgesellschaft. Die Produkte der Handweberei waren „Bückware“ in den Kunstgewerbeläden und Staatlichen Galerien geworden, das garantierte volle Auftragsbücher. Bückware wurden in der DDR Waren genannt, die nicht offen über den Ladentisch gingen, sondern nach denen sich der Verkäufer unter die Ladentheke bücken musste.
Mit der Wende und der Währungsunion im Jahre 1990 kam es zu einem Umbruch in der Nachfrage. Kurzzeitig wurde die Produktion durch die Währungsumstellung der DDR-Mark zur D-Mark unmöglich, da die Beschäftigten nicht mehr bezahlt werden konnten. Auf der Suche nach einer Lösung entstand der Gedanke, ein aktives Museum zu schaffen. Unter Nutzung der von Bund und Land aufgelegten Wirtschaftsförderung wurde die Produktion möglich und die Handweberei konnte wieder tätig werden. Die intakten alten Webstühle und der Unternehmensablauf sind die Sehenswürdigkeiten des Museums. Die ältesten Handwebstühle stammen aus dem 18. Jahrhundert und sind noch betriebsfähig. Der älteste Webstuhl mit seinem Alter von 300 Jahren jedoch steht nur noch zur Ansicht im Ausstellungsraum, auf allen anderen läuft die Produktion von Stoffen als Meterware, von Gardinen und Tischdecken aus Leinen, von Schlafdecken (allerdings materialbedingt) aus Wolle. Auf Kundenwunsch werden besondere Accessoires, Kissenbezüge und Schals gefertigt. Ein besonderes Angebot sind die Gerstenkorn-Handtücher, die durch eine regionale Musterung eine Besonderheit der havelländischen Tradition darstellen. Das dreidimensionale Webergebnis dieser Technik verbessert die Produkteigenschaften.
Die noch immer hergestellten Tischdecken gehen auf Entwürfe von Henni Jaensch zurück, die die besonderen Eigenschaften des Leinens für die dekorative Wirkung nutzte und 1964 dafür eine Auszeichnung für „Gute Form“ erhielt.

## Aktuelle Museumstätigkeit
Seit 70 Jahren wird das Kunsthandwerk in der Leinenweberei als Familienunternehmen geführt. Im „aktiven“ Museum kann man besichtigen, wie aus gesponnenem Leinengarn oder aus anderen Naturfasern, wie Baumwolle, Wolle und Seide auf den alten Webstühlen das Gewebe in traditioneller Handarbeit gefertigt wird. Der Produktumfang reicht von Artikeln wie Möbelstoff, Tischwäsche, Haushaltswäsche und Gardinen bis zu Schals und maßgeschneiderter Bekleidung aus Naturfasern. Im Websaal ist die Geschichte des Webens, speziell des Leinen, dargestellt. Die Produktion im musealen Meisterbetrieb bietet Einblick in das Kunsthandwerk. Lehrgänge im Handweben werden durchgeführt. Jedes Jahr Ende Mai finden „Modenschauen in Leinen“ statt. Zudem bietet das Museum Veranstaltungen im Ort Geltow, im Winter finden im Ausstellungssaal Konzerte statt.